# Lista över svenska homografer
Det här är en lista över svenska homografer, det vill säga en lista över svenska ordpar där orden stavas likadant. Sådana ord kallas homografer. Ord som skiljer sig åt enbart genom ordaccent är i allmänhet homografer och finns i listan över svenska ordaccentsskilda minimala par.  
Betonade vokaler är markerade med accenttecken, som även markerar vokallängd och ordaccent. Akut ( ´ ) och grav ( ` ) accent betecknar lång vokal och akut respektive grav ordaccent. På samma sätt markerar cirkumflex ( ^ ) och hake (  ǒ ) kort vokal och akut/grav ordaccent. För tydlighetens skull används få fonetiska symboler.  
I den första tabellen listas homografer med olika uttal, så kallade heteronymer. I den andra tabellen listas homografer med samma uttal, så kallade homonymer. 
| Ord       | Uttal 1  | Uttal 2     | Noter / Exempel 1                                            | Noter / Exempel 2                                    |
| --------- | -------- | ----------- | ------------------------------------------------------------ | ---------------------------------------------------- |
| anden     | ánden    | ànden       | bestämd form av and                                          | bestämd form av ande                                 |
| avlade    | avlàde   | ávlade      | böjning av verbet avlägga                                    | böjning av verbet avla                               |
| banan     | bànan    | banán       | t.ex. skridskobana                                           | en frukt                                             |
| bete      | bète     | beté        | agn; bete (tand); betande                                    | uppföra sig                                          |
| bor       | bòr      | bår         | börjning av verbet bo                                        | ett grundämne                                        |
| borden    | bórden   | bòrden      | böjning av bör                                               | plural av bord                                       |
| brister   | brístér  | bríster     | imperfektioner, en saknad egenskap                           | går av, går sönder                                   |
| brunnen   | brùnnen  | brúnnén     | böjning av brinna                                            | bestämd form av brunn, t.ex. avloppsbrunn            |
| buren     | bùren    | búren       | inhägnad gjord av nät, galler etc                            | bära                                                 |
| bärs      | bέʂ      | bε̂ʂ         | passiv presens av bära                                       | öl                                                   |
| cykel     | sýkel    | sŷkel       | regelbundet händelseförlopp; cykel (litteratur)              | fordon                                               |
| delta     | dèltá    | dělta       | närvara                                                      | grekiskt delta; floddelta                            |
| demon     | démon    | demón       | plural av demo                                               | andeväsen                                            |
| dom       | do:m     | domm        | ett tak i formen av en halvsfär                              | beslut i en domstol                                  |
| dom       | dåmm     |             | alternativ stavning till de och dem                          |                                                      |
| drog      | dróg     | dråg        | Böjning av verbet dra                                        | narkotiskt preparat                                  |
| dukat     | dùkat    | dukát       | particip av duka                                             | mynt                                                 |
| en        | én       | ên          | trädslag                                                     | ett                                                  |
| essens    | êsens    | esêns/esâŋs | böjning av spelkortsvalören "ess"                            | tingens kärna, eller smakkoncentrat                  |
| fars      | fárs     | fârs        | pappas                                                       | lustspel                                             |
| fasen     | fásen    | fàsen       | börjning av fas (ett skede i ett händelseförlopp)            | förmildrad svordom                                   |
| fasan     | fàsan    | fasán       | skräcken                                                     | fågel                                                |
| finskor   | finnskor | fìnskor     | finländska kvinnor                                           | plural av finsko; finare sko för formella tillfällen |
| fint      | fínt     | fînt        | vackert                                                      | bortkollring                                         |
| fläkt     | flὲkt    | flε̂ kt      | klyvt                                                        | konstruktion för gas förflyttning                    |
| Fresta    | frésta   | frêsta      | ort                                                          | locka                                                |
| förslag   | fø̀ʂlág   | føʂlág      | mycket kort not som spelas precis innan en annan             | angivande av möjlighet                               |
| förslagen | fø̀ʂlágen | føʂlágen    | slug                                                         | böjning av förslag                                   |
| galt      | gàlt     | gált        | hanen hos svin                                               | böjning av gala                                      |
| genom     | génom    | genòm       | Igenom                                                       | den sammantagna arvsmassan hos en levande organism   |
| halt      | hált     | hâlt        | halkig                                                       | linkande; stopp!                                     |
| hon       | hòn      | hón         | kvinna                                                       | vask                                                 |
| hov       | hóv      | hòv         | en furstlig persons uppvaktning och betjäning                | en del av foten på t.ex. hästar                      |
| hugget    | hùggèt   | húgget      | något som fått ett hugg                                      | något som har huggits                                |
| hänger    | hε̂ŋer    | hέnger      | den hänger på sin spik                                       | Att hänge sig åt drömmar och illusioner              |
| hävd      | hέvd     | hε̂vd        | böjning av verbet "häva"                                     | av gammal hävd                                       |
| karl      | Kárl     | kár         | Svenskt namn                                                 | man                                                  |
| Kista     | ɕísta    | ɕǐsta       | ort                                                          | likkista                                             |
| knallen   | knâllen  | knǎllen     | smällen                                                      | försäljaren                                          |
| kola      | kòla     | kåla        | dö                                                           | seg godissort                                        |
| kolugn    | kólugn   | kålugn      | lugn som en ko                                               | ugn som eldas med kol                                |
| kort      | kôrt     | kɔ̂rt        | fotografi, plånbokskort                                      | inte lång                                            |
| kredit    | krédit   | kredít      | term inom dubbel bokföring                                   | kreditkort                                           |
| kön       | kǿn      | ɕǿn         | kö att vänta på sin tur i                                    | biologiskt kön                                       |
| kör       | kǿr      | ɕǿr         | ensemble av sångare                                          | framför fordon                                       |
| loge      | lòge     | lɔ́ʂ         | i en lada                                                    | artistrum; ordensavdelning                           |
| läst      | lέst     | lε̂st        | läst en bok                                                  | en form av en sko                                    |
| malt      | mált     | mâlt        | finfördelat                                                  | sädesslag                                            |
| man       | mán      | mân         | en man                                                       | hästman                                              |
| matris    | màtrís   | matrís      | ris för mat                                                  | ett rektangulärt schema av tal (matte)               |
| men       | mén      | mên         | skada/skador                                                 | konjunktion                                          |
| min       | mín      | mîn         | ansiktsuttryck                                               | possessivt pronomen                                  |
| modellera | moděléra | modeléra    | lera                                                         | göra modell                                          |
| modern    | módern   | modérn      | mamman                                                       | trendig                                              |
| modet     | mòdet    | módet       | mod (kurage) i bestämd form singular                         | det som är modernt                                   |
| molar     | mòlar    | molár       | böjning av verbet "mola"; ihärdig men lågmäld känsla         | kindtand                                             |
| mört      | môrt     | mórt        | fisk                                                         | motsats till segt                                    |
| Oliver    | ålliver  | olíver      | ett namn                                                     | plural av oliv; en frukt                             |
| orden     | ården    | òrden       | ett sorts sällskap                                           | bestämd form plural av ord                           |
| ovan      | òván     | ɔ̀van        | jag är inte van                                              | ovan molnen                                          |
| parad     | pàrad    | parád       | satts ihop med                                               | festtåg                                              |
| perfekt   | perfêkt  | pὲrfekt     | perfekt så att ingen ändring behövs                          | verbtempus förfluten tid                             |
| planet    | plánet   | planét      | flygplan                                                     | en himlakropp                                        |
| Polen     | pålen    | pólen       | land i Europa                                                | böjning av pol (som i nordpol)                       |
| raster    | rástér   | ráster      | pauser, avbrott                                              | nätmönster                                           |
| regel     | règel    | régel       | en sorts balk                                                | bestämmelse                                          |
| rest      | rést     | rêst        | han har varit ute och rest                                   | kvarbliva                                            |
| Rom       | rôm      | rɔ̂m         | staden Rom                                                   | drycken rom                                          |
| rom       | råm      |             | ett folkslag                                                 |                                                      |
| Rosa      | Rǒsa     | ro:sa       | kvinnonamn                                                   | en färg                                              |
| rutten    | rùtten   | rútten      | skämd på grund av bakterieangrepp (matvara), se Förruttnelse | färdvägen                                            |
| rykte     | rỳkte    | ry̌kte       | preteritum av ryka                                           | anseende, hörsägen                                   |
| sedan     | sèdan    | sedán       | därefter                                                     | en karossform för bilar                              |
| selen     | sélen    | selén       | kopplet                                                      | grundämnet                                           |
| sen       | sén      | sên         | försenad                                                     | därefter                                             |
| skott     | skôt     | skɔ̂t        | supinum av sko (verb); skott sig                             | ett skott som går av                                 |
| slagen    | slágen   | slàgen      | plural av slag; kamp                                         | förlorat en tävling                                  |
| slits     | slíts    | slîts       | presens, passiv form av slita (verb)                         | utskärning i kjol                                    |
| smalt     | smált    | smâlt       | tunt                                                         | glassen smalt                                        |
| stegen    | stègen   | stégen      | ett enklare slag av trappa                                   | gångstegen                                           |
| svalt     | svált    | svâlt       | kyligt                                                       | led matbrist                                         |
| syns      | sýns     | sŷns        | genitiv av syn: för syns skull                               | presens/imperativ av synas                           |
| taktiker  | tàktiker | taktíker    | en person som behärskar taktik                               | plural av taktik                                     |
| tanken    | tànken   | tánken      | behållare                                                    | något som tänkts                                     |
| Tom       | tɔ̂m      | tôm         | svenskt namn                                                 | innehållslös                                         |
| tomten    | tómten   | tòmtèn      | glad rödklädd man                                            | område som hör till en eller flera byggnader         |
| trumpet   | trǔmpet  | trumpét     | buttert                                                      | musikinstrument                                      |
| vaken     | váken    | vàken       | hål(et) i isen                                               | sover inte                                           |
| vinglas   | vínglas  | vìnglas     | glas att dricka vin ur                                       | börjning av vingla, som i "här vinglas det"          |
| vreden    | vrèdèn   | vréden      | ilskan                                                       | bestämd form plural av vred (en mekanisk komponent)  |
| väl       | vέl      | vε̂ l        | du talar väl                                                 | det blev väl bra                                     |
| vän       | vέn      | vε̂n         | mild och vacker                                              | kamrat                                               |
| Ystad     | ýstad    | `Ystad      | stad i söder                                                 | böjning av ysta (verb); tillverka ost                |

Nedan listas exempel på homografer som också är homonymer (har samma uttal).
| Ord    | Noter / Exempel 1                              | Noter / Exempel 2                                |
| ------ | ---------------------------------------------- | ------------------------------------------------ |
| ask    | låda                                           | träd                                             |
| bak    | framställning av bröd                          | bakre kroppsparti                                |
| bar    | naken                                          | lokal för bl.a. vin- och spritservering vid disk |
| bok    | litteratur                                     | träd                                             |
| damm   | smutspartikel                                  | liten sjöliknande vattensamling                  |
| drake  | sagoväsen                                      | flygleksak                                       |
| eka    | mindre båt                                     | ljudreflektion                                   |
| fjäll  | höga berg                                      | hud hos t.ex. fiskar eller ormar                 |
| lever  | ha liv                                         | inre organ                                       |
| paj    | trasig                                         | bakverk                                          |
| putt   | golfslag                                       | sur och förnärmad                                |
| rabatt | jordskikt för plantering av växter             | nedsättning av pris                              |
| rån    | stöld under hot om våld                        | sprött kex                                       |
| sur    | som innehåller syra                            | irriterad och grinig                             |
| såg    | observerade                                    | verktyg                                          |
| tiger  | kattdjur                                       | håller tyst                                      |
| under  | preposition, läge i riktning ner från en punkt | mirakel                                          |
| val    | stort havslevande däggdjur                     | omröstning                                       |
| vind   | blåst                                          | sned                                             |
| väst   | ärmlöst plagg                                  | väderstreck                                      |
| åker   | mark för odling av kulturväxter                | presens av "åka"                                 |